# Monte de Olivo
Monte de Olivo är en ort i Mexiko.   Den ligger i kommunen Malinaltepec och delstaten Guerrero, i den sydöstra delen av landet, 240 km söder om huvudstaden Mexico City. Monte de Olivo ligger 2 189 meter över havet och antalet invånare är 204.
Terrängen runt Monte de Olivo är huvudsakligen kuperad, men västerut är den bergig. Terrängen runt Monte de Olivo sluttar söderut. Runt Monte de Olivo är det ganska tätbefolkat, med 65 invånare per kvadratkilometer. Närmaste större samhälle är Malinaltepec, 5,6 km sydväst om Monte de Olivo. I omgivningarna runt Monte de Olivo växer huvudsakligen savannskog.